# Клејпул (Индијана)
Клејпул (енгл. Claypool) град је у америчкој савезној држави Индијана.

## Демографија
По попису из 2010. године број становника је 431, што је 120 (38,6%) становника више него 2000. године.
| Група             | 2000.       | 2010.       |
| Белци             | 303 (97,4%) | 400 (92,8%) |
| Афроамериканци    | 0 (0,0%)    | 1 (0,2%)    |
| Азијати           | 0 (0,0%)    | 4 (0,9%)    |
| Хиспаноамериканци | 4 (1,3%)    | 22 (5,1%)   |
| Укупно            | 311         | 431         |